# Pitgam
Pitgam település Franciaországban, Nord megyében. Lakosainak száma 992 fő (2022. január 1.). Pitgam Armbouts-Cappel, Spycker, Steene, Zegerscappel, Brouckerque, Crochte, Drincham, Eringhem és Looberghe községekkel határos.

## Népesség
A település népességének változása:
| Lakosok száma | 953  | 951  | 971  | 966  | 973  | 973  | 976  | 976  | 992  |
|               | 2013 | 2015 | 2016 | 2017 | 2018 | 2019 | 2020 | 2021 | 2022 |